# Hưng Khánh Trung B
Hưng Khánh Trung B là một xã thuộc huyện Chợ Lách, tỉnh Bến Tre, Việt Nam.
Xã Hưng Khánh Trung B có diện tích 10,24 km², dân số năm 1999 là 7334 người, mật độ dân số đạt 716 người/km².